# Фронер, Карин
Карин Фронер (нем. Karin Frohner; 29 мая 1943 года) — фигуристка из Австрии, бронзовый призёр чемпионата Европы 1962 года в женском одиночном катании.

## Спортивные достижения
| Соревнования/Сезоны | 1958 | 1959 | 1960 | 1961 | 1962 |
| ------------------- | ---- | ---- | ---- | ---- | ---- |
| Зимние Олимпиады    |      |      | 9    |      |      |
| Чемпионаты мира     | 11   |      | 8    |      | 8    |
| Чемпионаты Европы   | 7    |      | 4    | 4    | 3    |